# Pteropelor
Pteropelor is een monotypisch geslacht van straalvinnige vissen uit de familie van schorpioenvissen (Scorpaenidae).

## Soort
- Pteropelor noronhai Fowler, 1938